# デイビッド・マクゴールドリック
デイビッド・マクゴールドリック（David Mcgoldrick, 1987年11月29日 - ）は、イングランド・ノッティンガム出身のアイルランド人サッカー選手。ポジションはフォワード。

## 経歴
2004年8月、16歳でサウサンプトンFCと契約した。2007年2月に、AFCボーンマスに期限付き移籍し、その後1クラブに貸し出された後、2008-2009シーズンにサウサンプトンに復帰した。同シーズンでは40試合に出場し14得点を挙げるも、クラブは降格し同時に財政難もあって退団した。
2009年6月、ノッティンガム・フォレストFCに100万ポンドで移籍した。
2013年1月4日、ミック・マッカーシーが率いるイプスウィッチ・タウンFCに期限付き移籍し、夏に完全移籍した。2013-2014シーズンはダリル・マーフィーとのコンビが型にはまり、22試合で2人合わせて18得点を決めるなどブレイク。しかし2月に膝の故障で離脱を余儀なくされた。2017-18シーズン限りでマッカーシーが退任すると、これに続いて退団した。
2018年7月24日、シェフィールド・ユナイテッドFCに加入した。単年契約だったが44試合で15得点を挙げ、プレミアリーグ復帰の原動力となった。
2022年7月6日、ダービー・カウンティFCに1年契約で移籍した。